# Hochpass

Schaltzeichen eines Hochpassfilters

Als Hochpass (auch Tiefensperre, englisch low-cut filter, high-pass filter) bezeichnet man Filter, die Frequenzen oberhalb ihrer Grenzfrequenz annähernd ungeschwächt passieren lassen und tiefere Frequenzen dämpfen.
Gebräuchlich sind solche Filter in der Elektronik, entsprechende Filterfunktionen können aber auch in anderen Bereichen, wie zum Beispiel Mechanik, Akustik, Hydraulik oder Elektrotechnik vorkommen, sie werden dort meistens jedoch nicht so genannt.

## Anwendungen
Hochpass-Filter in der Niederfrequenztechnik werden anwendungsbezogen auch als Tiefen-Sperre, Bassfilter, Low-Cut-Filter, Bass-Cut-Filter, Trittschallfilter bezeichnet. Diese Begriffe sind in der Tontechnik gebräuchlich; sie weisen darauf hin, dass ein solcher Filter, zum Beispiel in einem Equalizer die „Tiefen“ des Signals bzw. entsprechende Brummstörungen abschwächt, die vorwiegend tiefe Frequenzen enthalten; siehe auch Entzerrung (Tontechnik). Weiterhin sind Hochpässe den Hochtonlautsprechern (Tweeter) vorgeschaltet.
Hochpässe werden auch zur Ein- und Auskopplung von Hochfrequenzsignalen, z. B. in Antennenweichen, bei ADSL oder der HF-Signalübertragung über Energieleitungen eingesetzt.
Mit Hilfe von Filter-Transformationen kann aus dem Hochpass ein Tiefpass oder auch eine Bandsperre gebildet werden.

## Hochpass 1. Ordnung

Einfacher RC-Hochpass

Amplitudengänge von Hochpässen 1. und 2. Ordnung

Ortskurve eines passiven Hochpasses 1. Ordnung

Als Beispiel für einen Hochpass ist im Folgenden die Funktion einer elektrischen Filterschaltung gegeben.
Das Bild zeigt den grundsätzlichen Aufbau aus einem Kondensator C und einem Widerstand R. Bei niedriger Frequenz sperrt der Blindwiderstand ({\displaystyle X_{\mathrm {C} }}) des Kondensators weitgehend den Strom.
Von der Eingangsspannung {\displaystyle U_{\mathrm {e} }} erscheint am Ausgang gemäß der Spannungsteilerformel nur der Anteil {\displaystyle U_{\mathrm {a} }} :
{\displaystyle U_{\mathrm {a} }=U_{\mathrm {e} }\cdot {\frac {R}{\sqrt {X_{\mathrm {C} }^{2}+R^{2}}}}=U_{\mathrm {e} }\cdot {\frac {\omega CR}{\sqrt {1+(\omega CR)^{2}}}}=U_{\mathrm {e} }\cdot {\frac {1}{\sqrt {1+\left({\frac {1}{\omega CR}}\right)^{2}}}}}           (Herleitung siehe Tiefpass-Formel-Herleitung)
wobei {\displaystyle U_{\mathrm {e} }} und {\displaystyle U_{\mathrm {a} }} die Beträge der Ein- und Ausgangsspannung bezeichnen.
Die Phasenverschiebung {\displaystyle \varphi } zwischen Eingangs- und Ausgangssignal ist abhängig von der Kreisfrequenz {\displaystyle \omega =2\pi f}, wobei {\displaystyle f} die Frequenz des Eingangssignals ist:
{\displaystyle {\varphi }(\omega )} {\displaystyle =\arctan \left({\frac {1}{{\omega }{C}{R}}}\right)}.
Die Grenzfrequenz {\displaystyle f_{\mathrm {c} }} (engl.: cutoff frequency) eines solchen Hochpasses ist {\displaystyle f_{\mathrm {c} }={\tfrac {1}{2\pi RC}}} . Unter der Grenzfrequenz versteht man diejenige Frequenz, bei der {\displaystyle U_{\mathrm {a} }=U_{\mathrm {e} }/{\sqrt {2}}} ist, d. h., {\displaystyle U_{\mathrm {a} }} ist gegenüber {\displaystyle U_{\mathrm {e} }} um 3 Dezibel abgeschwächt.
Die Dämpfung nimmt unterhalb der Grenzfrequenz um 20 Dezibel pro Dekade zu. Bei einer logarithmischen Darstellung auf beiden Achsen ergibt das eine Gerade.
Da {\displaystyle X_{\mathrm {C} }} mit steigender Frequenz kleiner wird, geht das Teilungsverhältnis mit steigender Frequenz gegen 1, für hohe Frequenzen wird {\displaystyle U_{\mathrm {a} }=U_{\mathrm {e} }}.
{\displaystyle X_{\mathrm {C} }={\frac {1}{\omega C}}}
Die Dämpfung beträgt dann 0 dB.
Der Frequenzgang der Schaltung wird auch gerne durch eine Ortskurve in der komplexen Ebene dargestellt. Dabei stellt A das Spannungsverhältnis in komplexer Schreibweise dar:
{\displaystyle {\underline {A}}={\frac {{\underline {u_{a}}}(t)}{{\underline {u_{e}}}(t)}}} .
Die Länge des von der Zeit unabhängigen Zeigers A steht für das Amplitudenverhältnis, wie es sich mit der Frequenz ändert; der Winkel zur positiven reellen Achse steht für φ.

## Hochpass 2. Ordnung

Passiver Hochpass 2. Ordnung

Einen Hochpass zweiter Ordnung erhält man, indem man R durch eine Induktivität L ersetzt, da diese ihrerseits eine – und zwar zum Kondensator gegenläufige – Frequenzabhängigkeit besitzt. Zusätzlich setzt man einen Widerstand R in Reihe mit dem Kondensator C in die Schaltung ein. Dabei wird R so groß gewählt, dass keine oder nur eine geringe Resonanzüberhöhung des Frequenzgangs entsteht.
Der Frequenzgang eines solchen Hochpasses ist
{\displaystyle H(\omega )={\frac {j\,X_{L}}{R+j(X_{L}+X_{C})}}}
mit {\displaystyle X_{L}=\omega L,\quad X_{C}={\frac {-1}{\omega C}}\,,\quad \omega =2\pi f}.
Der Betrag der Übertragungsfunktion ist
{\displaystyle {\frac {U_{a}}{U_{e}}}=\vert H(\omega )\vert ={\frac {X_{L}}{\sqrt {R^{2}+(X_{L}+X_{C})^{2}}}}}
Damit reduziert sich die Ausgangsspannung unterhalb von fG stärker (mit 40 dB/Dekade) ab, da nun nicht nur |XC| größer, sondern zugleich XL kleiner wird.
Bei der statischen Frequenzgangveränderung, der Emphasis und der Deemphasis wird anstatt der Grenzfrequenz üblicherweise die Zeitkonstante angegeben.
Hochpässe zweiter und höherer Ordnung werden heute üblicherweise durch Operationsverstärker-Schaltungen realisiert. Diese Filter werden als aktive Hochpässe (bzw. aktive Filter) bezeichnet und sind auch nach ihren Erfindern als Sallen-Key-Filter bekannt.

## Hochpass höherer Ordnung
Durch Hintereinanderschaltung mehrerer Hochpässe wird deren Ordnung erhöht.
Zwei hintereinander geschaltete Hochpässe 2. Ordnung bilden demnach einen Hochpass 4. Ordnung. Die Dämpfung ändert sich hierbei unterhalb der Grenzfrequenz mit:
{\displaystyle 4\cdot 20\,{\text{dB/Dekade}}=80\,{\text{dB/Dekade}}},
was einer Flankensteilheit von 24 dB/Oktave entspricht. 6 dB pro Oktave sind gleich 20 dB pro Dekade: eine Änderung um eine Oktave (Änderung um Faktor 2) entspricht der {\displaystyle {\tfrac {6}{20}}}-fachen Änderung um eine Dekade:
{\displaystyle \log _{10}(2)\approx 0{,}30={\frac {6}{20}}}.